# 六四事件中的青海省
1989年春夏之交，中华人民共和国爆发全国性抗议运动，史称六四事件或八九民运，中国官方称1989年春夏之交的政治风波。期间青海省各地也有抗议、游行、罢课、集会及其他政治表达行为。这些活动多由学生、工人主导，也包含市民等群体发起，乃至有體制內人士參與，与全国范围内的抗议相呼应。青海的示威活动主要集中在省会西宁。期间亦发生由于西藏问题以及甘肃兰州发生汉藏学生斗殴事件，导致青海藏族学生串联示威抗议的事件，以及因为上海《性风俗》一书引来的争议导致穆斯林回族民众抗议的事件。

## 经过
胡耀邦死後，官方的報告指最遲到4月24日，青海的高校出現了響應全國學生的大小字報和標語。5月3日，西寧發生學生示威活動。5月4日，继续有学生上街游行，响应当天的全国五四大游行。青海師大、青海民族學院、教育學院等校約千名學生先後遊行,呼喊「向首都大學生學習致敬」、「發揚五四精神,爭取民主自由」、「尊重知識,尊重人才」、 「打倒官倒,懲治腐敗」等口號。
5月5日，當北京学生领袖呼籲全国各地的学生重返课堂后，西宁的学生卻繼續罷課，青海民族学院700名学生于11时再次走出校门，打着“民族自由万岁”，“和平解决西藏问题”，“要民主、要自由”，“响应全国学生运动”等横幅，游行到青海省政府门口，以抗议当地报纸的不公正报道，到省政府请愿，要求同省领导对话，并说明取消五四纪念活动的原因，“如解释不清，就于六日罢课”。15时30分学生逐渐散去。5月6日，青海民族学院学生会宣布全体罢课，要求青海省主要领导出来与学生对话。
5月10日，青海省黨政領導桑結加、卞耀武、班瑪丹增以及青海省政府辦公廳、省委宣傳部、省民委、省教育廳的負責人與西寧地區六所高校的三十餘位學生代表舉行為時三小時的對話，由青海省委與省學聯聯合組織，并得到青海电台等官媒报导。青海副書記桑結加认为學生提出的促進民主、深化改革、懲治腐敗等訴求「正當、合情合理」，並強調政府對合理意見“持保護、愛護和理解的態度”。會中，學生就政府廉潔、教育經費、新聞報導開放程度，對原省長黃靜波的評價，高等院校的住房、教學設施、文化娛樂場所嚴重不足，而樓堂館所大量興建、豪華小轎車不斷購進、社會治安不好等問題提出50多項批評與建議。
5月11日上午，青海民族学院和青海教师进修学院少数民族班的藏族学生、教师和保卫干部，共260人乘列车去兰州，声援甘肃气象学院汉藏学生斗殴纠纷的藏族学生。青海民族学院派干部去甘肃劝说。
西宁的穆斯林群众计划12日上街游行，抗议上海《性风俗》事件，公安局指传说有人“已集资三十五万元”，“准备雇凶手杀害《性风俗》一书的作者”。5月12日是西宁伊斯兰教的“主麻日”。上午一些穆斯林在清真寺聚会时有人散发传单，要求严惩上海《性风俗》作者，鼓动教徒上街游行。下午有4000余名教徒上街游行（其中有300余名青海民族学院的学生），打着“拥护共产党”，“拥护宪法”，“拥护党的民族政策”，“维护伊斯兰在世界上的荣誉”等横幅，呼喊着“坚持四项基本原则”，“拥护宪法”，“真主万岁”等口号。下午三时，游行队伍到青海省政府门口静坐，要求与省政府领导对话，并有十几名代表进入省政府，提出三条要求：“《性风俗》一书必须全部收缴；查封上海文化出版社；处死《性风俗》的作者和编辑”。此后游行队伍散去。
5月15日下午三时许，青海民族学院部分学生及湟中、大通、化隆三县穆斯林群众两万多人为抗议《性风俗》一书上街游行。这次活动由“西宁市穆斯林捍卫圣教尊严联合会”组织。他们呼喊“拥护党的民族宗教政策”“世界穆斯林团结起来”“伊斯兰教不可辱”等口号，到省政府请愿。省政府接待了他们选出的十七名代表，整个游行秩序良好。
5月17日，青海师大、青海教育学院、青海医学院等校1万余名学生上街游行并到青海省政府门前静坐。其中青海敎育學院七百餘名學生遊行到省政府后宣讀了「請願書」。静坐学生串联成立了“青海省高校学生自治联合会”。夜間,「青海醫學院」百餘名學生亦前往青海省委省政府前示威請願。
5月18日，继续有学生强行乘车到北京。西宁7所大专院校近万名学生上街游行，并到青海省政府门前聚集请愿。上午十时，50多个单位的职工近万人上街游行，其中包括青海師大、西宁市委黨校等多所院校師生員工。下午二时，青海省法院、省检察院、省政府办公大楼挂出了声援学生的巨幅标语。当天報刊、電台、電視台等百餘名新聞從業人員加入示威行列，並宣讀《公開信》。文聯、作協、科技界、民主黨派、工人和九所中學師生數千名亦加入聲援行列,人數高達十餘萬人下午五时，游行请愿的学生多次冲击青海省委、省政府，公安局指“少数执勤武警和个别学生被踩伤”。整个运动期间，学生和民运支持者还成立了「青海大中專院校學生運動臨時聯絡組」、「青海民族學院赴京聲援團」、「青海民運赴京聲援團」。
5月19日，青海師大等高校生數千人和各界人士继续上街遊行。學生代表在青海省政府前宣讀了《聯合公告》。5月26日，从北京返回的15名学生在青海省政府大楼前进行绝食抗議，以期争取更多的示威支持。

## 后续
北京六四清场后，6月13日，西寧公安局抓獲先後參與演講“散佈謠言”進行反共宣傳的蘭州大學學生韋成貴。6月15日,西寧公安局發出通告,明令取締「青海大中專院校學生運動臨時聯絡組」、「青海民院赴京聲援團」等民運組織,限定其領頭者必須五日內到公安機關登記自首。要求民衆立即行動起來,積極檢舉、揭發同時,公佈了西寧各級公安機關舉報電話號碼。6月16日,「青海民院赴京聲援團」的領頭者的骨幹楊爲民、劉忠寧等五人,到西寧公安局城東分局登記。6月17日,建工建材學校聲援團的5名負責人到西寧市城西區公安分局交待問題。
6月19日，青海人民廣播電台指已有「青海民族學院赴京聲援團」、「青海大中專院校學生運動臨時聯絡組」的领袖和骨幹及成員29名到公安或學校保衛部門自首和登記。西寧公安舉行新聞發佈會，稱除登記自首者外,還抓獲一名呼喊反共口號的人,另幫助外地公安機關收容五人。不過,暫時沒有關押一個到公安機關登記者。從6月15至19日,已有42名民運組織的領頭者、骨幹成員先後到西寧公安局城東、城西、城北三個分局登記。
6月28日，西宁市公安局宣布以“反革命煽動罪”抓获一名27岁的青海省档案局干部余振斌，指控其在5月中旬先后三次在省政府门前发表演讲，宣称要“修改宪法，改选中央政府，武装力量彻底独立，废除一党专制”，当局指其“肆意攻击、诽谤党和国家领导人，攻击四项基本原则，并将自己书写的反动传单复印后在西宁市西大街、大十字等公共场所张贴、散发”；还在5月20日北京戒严后秘密组织了“中国人民民主反对党同盟”，印制入党表格，发展成员，公然提出要“打倒共产党，推翻共产党领导，争取取代共产党领导中国”。
青海省委書記尹克升7月5日透露，青海“雖然沒有形成大的動亂,但也發生了一些事件,有些問題性質比較嚴峻,尤其是在黨的思想組織紀律等方面暴露出不少問題”。

## 另見
- 六四事件
- 1989年中華人民共和國抗議地區列表